# Povos Indígenas do Biafra
Povos Indígenas do Biafra (em inglês:  Indigenous People of Biafra, IPOB) é uma organização separatista na Nigéria. Seu principal objetivo é restaurar o Estado independente de Biafra na antiga Região do Leste da Nigéria por meio de um referendo de independência. O grupo foi fundado em 2012 por Nnamdi Kanu, um ativista político nigeriano-britânico conhecido por sua proeminente defesa do movimento contemporâneo pela independência de Biafra. Foi considerada uma organização terrorista em 2017 sob a Lei de Terrorismo da Nigéria.
O Povo Indígena do Biafra critica o governo federal nigeriano pelo pouco investimento, alienação política, distribuição desigual de recursos, marginalização étnica e forte presença militar, execuções extrajudiciais nas regiões Sudeste, Centro-Sul e partes do Centro-Norte do país. A organização ganhou destaque em meados da década de 2010 e atualmente é a maior organização independentista de Biafra em número de membros. Nos últimos anos, ganhou significativa atenção da mídia por se tornar um alvo frequente de repressão política por parte do governo nigeriano. Também possui vários sites e canais de comunicação que servem como o único aparato social que educa e inculca informações e notícias em primeira mão aos seus membros.